# FeGiS
FeGiS (Akronym von: Früherkennung von Gefahrenstellen im Straßenverkehr) ist ein Forschungsprojekt zur frühzeitigen Identifikation von Gefahrenstellen im Straßenverkehr und zur Prävention von Verkehrsunfällen in Deutschland. Das Projekt läuft seit Dezember 2017 und wurde im Rahmen der erfolgreich abgeschlossenen FeGiS-Machbarkeitsstudie und einer zweiten Förderphase durch den „mFund“ des Bundesministerium für Digitales und Verkehr gefördert.

## Projektansatz
Die Idee von FeGiS ist, von Verkehrsteilnehmern aus ganz Deutschland über Crowdsourcing (auf der Webseite gefahrenstellen.de) gemeldete Gefahrenstellen im Straßenverkehr mit weiteren Datenquellen wie amtlichen Unfalldaten und Bewegungsdaten aus Autos und Smartphones abzugleichen. So sollen, zusammen mit einer Analyse dieser Daten, Gefahrenstellen frühzeitig identifiziert werden. Über eine Wertung („Gefahrenscore“) werden die Stellen gewichtet.
Diese Informationen sollen einerseits in intelligente Anwendungen im Verkehr einfließen, die rechtzeitig vor Gefahrenstellen warnen und sichere Routen für Straßen, Rad- und Fußwege anzeigen. Andererseits sollen diese sich kontinuierlich aktualisierenden Daten auf einer Plattform zusammengefasst und Akteuren wie Kommunen, Polizeibehörden, Forschungseinrichtungen, Ingenieurbüros für Verkehrsplanung, Navigationsanbietern und Automobilherstellern für die Verkehrssicherheits- und Präventionsarbeit deutschlandweit zur Verfügung gestellt werden. Damit die Daten regelmäßig regelmäßige aktualisiert werden können, sollen einheitliche Datenformate und automatisierte Schnittstellen für die unterschiedlichen Datenquellen sowie Richtlinien für den Datenschutz definiert werden. FeGiS will damit eine neue Datenbasis für aktuelle Informationen rund um Gefahrenstellen schaffen und so einen wichtigen Beitrag zu mehr Sicherheit auf den Straßen in Deutschland leisten.

## Hintergrund
Während bis zum Jahr 2010 ein kontinuierlicher Rückgang der Verkehrstoten erreicht werden konnte, steigt seitdem die Zahl aller Unfälle und Verletzten wieder an. Ursachen hierfür finden sich zum Beispiel im erhöhten Verkehrsaufkommen, Stress im Alltag oder durch Ablenkung. So werden Gefahrensituationen oft nicht richtig eingeschätzt oder zu spät erkannt.
Durch die Früherkennung von Gefahrenstellen können Unfälle durch rechtzeitige Warnung der Verkehrsteilnehmer oder Beseitigung der Gefahrenstelle vermieden werden.

## Erfolge aus der Machbarkeitsstudie
In der vom „mFund“ des Bundesministeriums für Verkehr und digitale Infrastruktur geförderten Machbarkeitsstudie (1. Förderphase) wurde die von der Initiative für sichere Straßen entwickelte Crowdsourcing-Plattform „gefahrenstellen.de“ in Zusammenarbeit mit dem Institut für Straßenwesen an der RWTH Aachen (ISAC) in den Jahren 2017 bis 2018 erfolgreich getestet. Der Fokus lag dabei auf den Städten Bonn und Aachen. Aufgrund der umfangreichen Berichterstattung in Tageszeitungen, Onlineportalen, Radio und TV konnten in einem Zeitraum von ungefähr 6 Monaten insgesamt 1.500 Gefahrenmeldungen mit rund 3.500 Unterstützern für die beiden Städte generiert werden. Eine anschließende Forschungsanalyse der RWTH Aachen bestätigte die hohe Validität der Gefahrenmeldungen. Neben der Identifizierung von bereits bekannten Unfallschwerpunkten meldeten die Verkehrsteilnehmer auch Gefahrenstellen, die bis dahin noch nicht durch Unfälle auffällig geworden waren, aber bei Ortsbegehungen ein hohes Risikopotential aufzeigten. Diese Form des Crowdsourcings wurde damit als Methode zur Früherkennung von Gefahrenstellen bestätigt, so dass eine Fortführung des Projektes mit erweitertem Projektansatz beschlossen wurde.

## Das Projektkonsortium
Seit der Machbarkeitsstudie FeGiS arbeitet die Initiative für sicherere Straßen als Verbundkoordinator mit dem Institut für Straßenwesen an der RWTH Aachen (ISAC) zusammen. Für die Weiterentwicklung im Rahmen von FeGiS+ ergänzten die Deutsche Hochschule der Polizei – Fachgebiet Verkehrswissenschaft & Verkehrspsychologie, die PTV Planung Transport Verkehr AG und die DTV-Verkehrsconsult GmbH das Projektkonsortium.

## Weiterentwicklung zu FeGiS+
Im Rahmen der Weiterentwicklungsstufe wurde in den Jahren 2019–2022 der zuvor beschriebene Projektansatz weiter vorangetrieben. Hierbei ging es insbesondere darum, die Daten aus den unterschiedlichen Quellen abzugleichen und diese als „Smart Data“ für die verschiedenen Nutzergruppen von FeGiS+ passend aufzubereiten. Der Erfahrungsschatz und das Know-how der Konsortiumsmitglieder spielten bei der weiteren Ausarbeitung eine wichtige Rolle. Außerdem sollte FeGiS+ damit eine neue Datenbasis für aktuelle Informationen rund um Gefahrenstellen schaffen, die auch auf diese oder ähnliche Art Anwendung in weiteren Ländern finden kann. So wurde im Rahmen des Forschungsprojektes auch die Anwendbarkeit des Ansatzes in europäischen Nachbarländern geprüft. Die Europäische Kommission hat unter der Strategie „Vision Zero“ (keine Toten im Straßenverkehr) die proaktive Erkennung und Bewertung von Gefahrenstellen im Straßenverkehr als eine wichtige Aufgabe im EU Road Safety Policy Framework 2021–2030 festgehalten.

## FeGiS+ Gefahrenscore-Karte
Als Kernergebnis des Forschungsprojekts wurde im Sommer 2022 die FeGiS+ Gefahrenscore-Karte für das gesamte deutsche Straßennetz auf gefahrenstellen.de veröffentlicht. Akteure der Verkehrssicherheitsarbeit können auf die detaillierte Datenbasis zugreifen, die regelmäßig aktualisiert wird. Die Gefahrenscore-Karte fließt zudem in den digitalen Schulwegplaner auf gefahrenstellen.de und schulwege.de ein, mit dem eine möglichst sichere Route zur Schule recherchiert werden kann. Diese Routinganwendung verwendet den openrouteservice des Heidelberg Institute for Geoinformation Technology.
Der proaktive Ansatz der Gefahrenscore-Methodik wird kontinuierlich weiterentwickelt und Teilaspekte im Rahmen von Forschungsprojekten wissenschaftlich begleitet. 

## Auszeichnung
Die FeGiS+ Gefahrenscore-Karte wurde im Oktober 2022 von der European Road Safety Charter, unter der Leitung der Europäischen Kommission, mit dem Excellence in Road Safety Award in der Kategorie Technology sowie mit dem Jacques Barrot Publikumspreis ausgezeichnet.